# Pałka okopowa

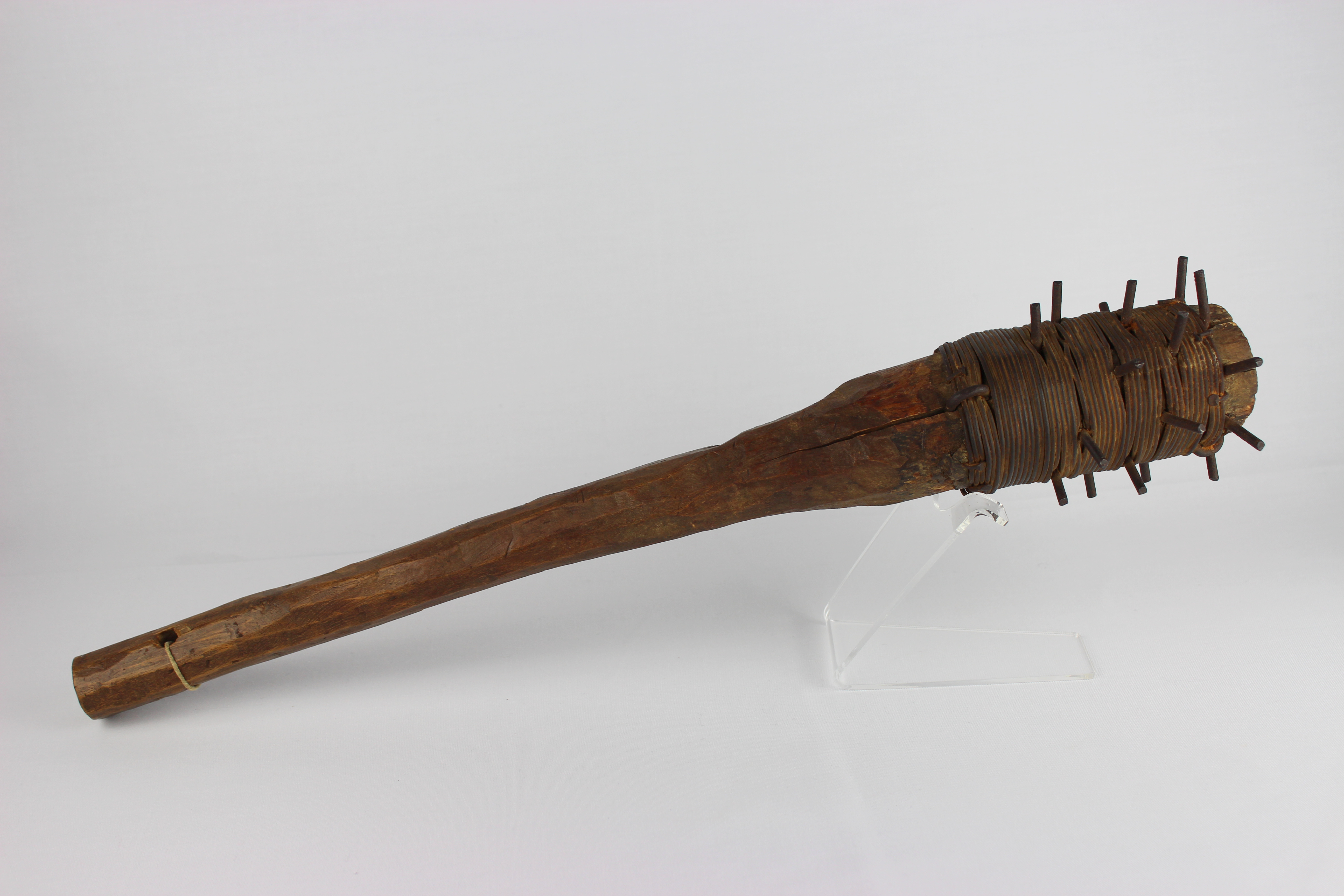
Pałka okopowa używana podczas I wojny światowej

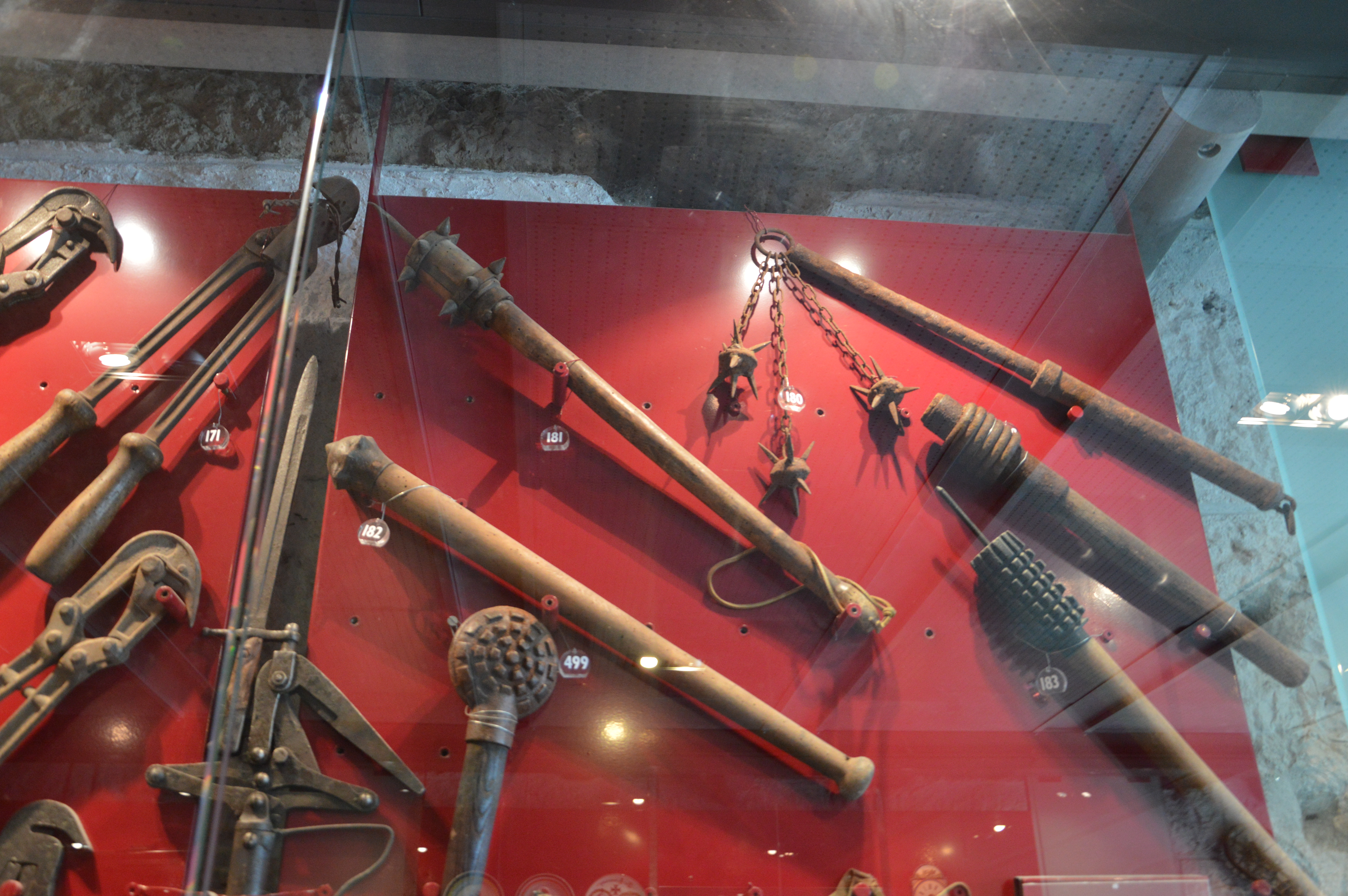
Zbiór pałek okopowych z różnymi głowicami

Pałka okopowa – broń obuchowa używana przez żołnierzy ententy i państw centralnych podczas I wojny światowej. Pałki okopowe wykorzystywano głównie podczas walk w ciasnych okopach, gdzie nałożone na karabiny bagnety okazywały się mało praktyczne (ze względu na swój rozmiar). Oprócz nich stosowano również inne rodzaje broni białej jak np. noże okopowe, kastety itp.
Pałki wykonywano najczęściej z drewna – powszechną praktyką było nabijanie głowicy metalowymi przedmiotami (gwoździe, ćwieki, hacele) w celu maksymalizacji obrażeń. Pałki miały na końcu rękojeści sznurek lub skórzany pasek, aby można go było owinąć wokół nadgarstka użytkownika, ale nie było to regułą. Zdarzały się także pałki wykonane z metalu.
Żołnierze wytwarzali pałki w okopach w przerwach między bitwami lub na tyłach. Większość pałek wykonywali stolarze służący w danej armii.